# Lijst van autosnelwegen in het Verenigd Koninkrijk

Snelwegnet van het Verenigd Koninkrijk

Dit is een lijst van autosnelwegen in het Verenigd Koninkrijk.
In het Verenigd Koninkrijk worden autosnelwegen aangeduid met het prefix "M" (bijvoorbeeld M1). Ook zijn er enkele A-wegen uitgebouwd tot autosnelweg. Dit wordt aangeduid door een M tussen haakjes achter het wegnummer te zetten, dus A1(M).
De wegnummering van Groot-Brittannië staat los van die van Noord-Ierland.

## Groot-Brittannië

### M-wegen
| Nummer  | Traject |
| ------- | --- |
| M1      | Londen - Northampton - Leicester - Nottingham - Sheffield - Leeds                                                  |
| M2      | (Londen) - Rochester - Gillingham - Faversham - (Canterbury)                                                       |
| M3      | Londen - Basingstoke - Southampton                                                                                 |
| M4      | Londen - Reading - Swindon - Bristol - Newport - Cardiff - Swansea                                                 |
| M5      | Birmingham - Worcester - Gloucester - Bristol - Exeter                                                             |
| M6      | (Londen) - Northampton - Birmingham - Stoke-on-Trent - Liverpool/Manchester - Preston - Carlisle - Schotland (M74) |
| M6 Toll | Noordelijke ringweg van Birmingham                                                                                 |
| M8      | Edinburgh - Livingston - Glasgow - Port Glasgow                                                                    |
| M9      | Edinburgh - Falkirk - Stirling - Dunblane                                                                          |
| M10     | M1 - St Albans |
| M11     | Londen - Cambridge                                                                                                 |
| M18     | Sheffield - Doncaster - Goole - (Kingston upon Hull)                                                               |
| M20     | Londen - Maidstone - Ashford - Folkestone                                                                          |
| M23     | Londen - Crawley                                                                                                   |
| M25     | Ringweg van Londen                                                                                                 |
| M26     | Sevenoaks - Maidstone                                                                                              |
| M27     | Cadnam - Southampton - Portsmouth                                                                                  |
| M32     | Winterbourne - Bristol                                                                                             |
| M40     | Londen - High Wycombe - Oxford - Birmingham                                                                        |
| M42     | Zuidelijke ringweg van Birmingham                                                                                  |
| M45     | (Coventry) - Rugby - (Northampton)                                                                                 |
| M48     | Bristol - Newport (Oude M4, Severn Bridge)                                                                         |
| M49     | Bristol - Second Severn Crossing                                                                                   |
| M50     | Tewkesbury - Ross-on-Wye                                                                                           |
| M53     | (Liverpool) - Wallasey - Ellesmere Port - Chester                                                                  |
| M54     | Birmingham - Wolverhampton - Telford                                                                               |
| M55     | Preston - Blackpool                                                                                                |
| M56     | Manchester - Warrington - Chester                                                                                  |
| M57     | Oostelijke ringweg van Liverpool                                                                                   |
| M58     | (Liverpool) - Maghull - Skelmersdale - Wigan                                                                       |
| M60     | Ringweg van Manchester                                                                                             |
| M61     | Manchester - Bolton - Preston                                                                                      |
| M62     | Liverpool - Warrington - Manchester - Huddersfield - Bradford - Leeds - Goole - Kingston upon Hull                 |
| M65     | (Preston) - Blackburn - Burnley - Colne                                                                            |
| M66     | (Accrington) - Stubbins - Bury - Manchester                                                                        |
| M67     | Manchester - Hyde                                                                                                  |
| M69     | Coventry - Leicester                                                                                               |
| M73     | Uddingston (Glasgow) - Cumbernauld                                                                                 |
| M74     | Glasgow - Engeland (M6)                                                                                            |
| M77     | Glasgow - Kilmarnock                                                                                               |
| M80     | Glasgow - Stirling                                                                                                 |
| M90     | (Edinburgh) - Inverkeithing - Dunfermline - Perth                                                                  |
| M96     | Eigen weg van de Fire Service College in Moreton-in-Marsh                                                          |
| M180    | Doncaster - Scunthorpe - Barnetby - (Grimsby / Kingston upon Hull)                                                 |
| M181    | M180 - Scunthorpe                                                                                                  |
| M271    | M27 - Totton |
| M275    | M27 - Portsmouth                                                                                                   |
| M602    | M60 / M62 - Manchester                                                                                             |
| M606    | M62 - Bradford |
| M621    | (Bradford) - Gildersome - Leeds - Rothwell - Sheffield                                                             |
| M876    | (Glasgow) - Denny - Falkirk                                                                                        |
| M898    | Falkirk - Erskine Bridge                                                                                           |

### A(M)-wegen
| Nummer          | Traject |
| --------------- | --- |
| A1(M)           | - M25 bij Potters Bar - Welwyn Garden City - Stevenage - Baldock - Huntingdon - Peterborough - Blyth - Doncaster - Adwick le Street - Pontefract - Dishforth bij Ripon - Barton - Darlington - Durham - Newcastle upon Tyne |
| A3(M)           | Horndean - Havant - (Portsmouth) |
| A38(M)          | Birmingham-Noord - Birmingham-Centrum |
| A48(M)          | M4 (vanaf Newport) - Cardiff |
| A57(M)          | Zuidelijke binnenring van Manchester |
| A58(M)          | Noordelijke binnenring van Leeds |
| A64(M)          | Oostelijke binnenring van Leeds |
| A66(M)          | A1(M) bij Cleasby - Darlington |
| A74(M) (A74(M)) | M74 (vanaf Glasgow) - M6 (naar Manchester) |
| A167(M)         | Weg door het centrum van Newcastle upon Tyne |
| A194(M)         | A1(M) bij Washington - Tyne Tunnel |
| A308(M)         | M4 bij Holyport - Bray |
| A329(M)         | Reading - Wokingham - Bracknell |
| A404(M)         | M4 bij Holyport - Maidenhead |
| A601(M)         | M6 bij Carnforth - Warton |
| A627(M)         | Rochdale - Oldham |
| A823(M)         | Inverkeithing - Dunfermline |

## Noord-Ierland

### M-wegen
| Nummer | Traject                                                |
| ------ | ------------------------------------------------------ |
| M1     | Belfast - Lisburn - Craigavon - Dungannon              |
| M2     | Belfast - Newtownabbey - Antrim; Rondweg van Ballymena |
| M3     | Korte weg in Belfast                                   |
| M5     | Belfast - Newtownabbey                                 |
| M12    | M1 - Craigavon                                         |
| M22    | (Antrim) - Randalstown                                 |

### A(M)-wegen
| Nummer | Traject           |
| ------ | ----------------- |
| A8(M)  | M2 - Newtownabbey |

Groot-Brittannië:
M1 · M2 · M3 · M4 · M5 · M6 · M6 Toll · M8 · M9 · M10 · M11 · M18 · M20 · M23 · M25 · M26 · M27 · M32 · M40 · M42 · M45 · M48 · M49 · M50 · M53 · M54 · M55 · M56 · M57 · M58 · M60 · M61 · M62 · M65 · M66 · M67 · M69 · M73 · M74 · M77 · M80 · M90 · M180 · M181 · M271 · M275 · M602 · M606 · M621 · M876 · M898
A1(M) · A3(M) · A38(M) · A48(M) · A57(M) · A58(M) · A64(M) · A66(M) · A74(M) · A167(M) · A194(M) · A308(M) · A329(M) · A404(M) · A601(M) · A627(M) · A823(M)
Noord-Ierland:
M1 · M2 · M3 · M5 · M12 · M22 · A8(M)